# After Eden
『After Eden』（アフター・エデン）は、Kalafinaの3枚目のオリジナルアルバム。2011年9月21日にSME Recordsから発売された。

## 概要
前作『Red Moon』から約1年6か月ぶりのリリースとなるオリジナルアルバム。
初回限定盤と通常盤の2種類の仕様で発売され、前者には「symphonia」のPVに加え、2011年7月にロサンゼルスで開催されたANIME EXPO2011の模様を収録したドキュメント映像と全40頁からなるブックレットを応募するための葉書が封入されている。
本作の発売を記念し、カフェ、アニメイト、タワーレコード等とコラボレートして渋谷をジャックする企画『Kalafina Week in Shibuya』が9月16日から25日まで開催された。

### 主な記録
9月20日付オリコンデイリーアルバムチャートで1位を獲得後、10月3日付オリコン週間アルバムチャートで推定売上枚数約21,045枚を記録し、前作『Red Moon』で記録した5位、シングルと併せても『光の旋律』と『Magia』で記録した7位を上回り、グループ最高位にして初のトップ3入りとなる3位を獲得した。

## 収録曲
（全作詞・作曲・編曲：梶浦由記）
1. Eden [5:38]
2. sandpiper [6:03]
3. Magia [5:09]
  - 9thシングル
  - テレビアニメ『魔法少女まどか☆マギカ』エンディングテーマ
4. 九月 [3:42]
5. in your eyes [6:01]
6. destination unknown [5:03]
7. neverending [4:22]
8. ことのは [2:45]
9. magnolia [5:47]
10. 輝く空の静寂には [4:12]
  - 8thシングル
  - テレビアニメ『黒執事II』挿入歌
  - テレビアニメ『黒執事II』第8、12話エンディングテーマ
11. 胸の行方 [6:16]
  - 梶浦由記が所属していたSee-Sawのライブ（1999年1月16日に原宿ルイードで行われたFemale Vocal Night）のみで披露された楽曲をリメイクしたもの。
12. snow falling [4:38]
  - 9thシングルのカップリング
  - 劇場アニメ『空の境界 終章「空の境界」』イメージソング
13. symphonia [5:44]
  - 『歴史秘話ヒストリア』2011年エンディングテーマ

DVD（初回限定盤のみ）
1. symphonia Video Clip
2. Document of ANIME EXPO 2011 in Los Angels

## 参加ミュージシャン
| パート                   | ミュージシャン                           | 演奏曲                     |
| ------------------------ | ---------------------------------------- | -------------------------- |
| エレクトリック・ギター   | 是永巧一                                 | #1-#4, #6, #9-#11, #13     |
| エレクトリック・ギター   | 西川進                                   | #5, #7                     |
| アコースティック・ギター | 田代耕一郎                               | #2, #7                     |
| ドラムス                 | 佐藤強一                                 | #1-#4, #6, #11             |
| ドラムス                 | 野崎真助                                 | #5, #7                     |
| ドラムス                 | 小田原豊                                 | #10                        |
| ベース                   | 高橋"Jr."知治                            | #1-#4, #6, #10             |
| ベース                   | 松田"FIRE"卓己                           | #5, #7                     |
| ピアノ                   | 松田真人                                 | #1, #2, #4, #11            |
| ピアノ                   | 美野春樹                                 | #12                        |
| フルート                 | 赤木りえ                                 | #1, #4, #10, #13           |
| パーカッション           | 三沢またろう                             | #2, #5, #7                 |
| ヴァイオリン             | 今野均                                   | #3, #10, #12               |
| ヴァイオリン             | 城戸喜代                                 | #7                         |
| ヴィオラ                 | 大沼幸江                                 | #7, #12                    |
| ヴィオラ                 | 榎戸崇浩                                 | #10                        |
| チェロ                   | 荒庸子                                   | #7                         |
| チェロ                   | 江口心一                                 | #10                        |
| チェロ                   | 笠原あやの                               | #12                        |
| ストリングス             | 城戸喜代Strings                          | #1-#3, #13                 |
| ホルン                   | 和田博史, 吉永雅人, 西条貴人, 野見山和子 | #13                        |
| トロンボーン             | 中川英二郎, 鳥塚心輔, 野々下興一         | #13                        |
| コーラス                 | 貝田由里子                               | #1-#4, #6, #9，#12-#13     |
| コーラス                 | 梶浦由記                                 | #1-#4, #6, #7, #9-#11, #13 |